# Māori All Blacks
Māori All Blacks es una selección secundaria de rugby de Nueva Zelanda cuyos integrantes son precisamente del pueblo maorí según el Whakapapa. El equipo ha disputado numerosos partidos desde 1888 frente a selecciones nacionales absolutas, secundarias o equipos por invitación.

## Historia
Se crea en 1888 como New Zealand Natives y realizan una extensa gira por las islas británicas y Australia. Pronto adoptan la clásica indumentaria toda negra, el helecho plateado (Silver Fern) que es el distintivo de otras selecciones deportivas de Nueva Zelanda y crean también la celebración del Haka previo a partidos.
El equipo se profesionaliza en 1994, a partir de allí supo vencer a las selecciones absolutas de Argentina, Escocia, Fiyi e Inglaterra.
Hasta el 2003 solo jugaba amistosos, realizaba giras (tours) por países con tradición de rugby o los recibía en Nueva Zelanda, sin embargo, en el 2004 disputó por primera vez un torneo cuando fue invitado a la segunda edición de la extinta Churchill Cup. Posteriormente participó en las ediciones de 2006 y 2007. En el 2008 debutó en la Pacific Nations Cup todavía con el nombre de New Zealand Māori sustituyendo a sus compatriotas de Junior All Blacks.
Adoptan su denominación actual en una gira que realizó por Inglaterra en el 2012 en el que ganan los tres partidos.

## Palmarés
- Churchill Cup (2): 2004, 2006[4]
- Pacific Nations Cup (1): 2008[5]

## Participación en copas

### Churchill Cup
- Churchill Cup 2004: Campeón invicto
- Churchill Cup 2006: Campeón invicto
- Churchill Cup 2007: 2.º puesto

### Pacific Nations Cup
- Pacific Nations Cup 2008: Campeón invicto[6]

### Tours
- Tour a Reino Unido 2012: ganó 2, perdió 1[7]
- Tour a CAN/USA 2013: ganó (0 - 2)[8]